# Сяескюла (Луунья)
Ся́ескюла (ест. Sääsküla) — село в Естонії, у волості Луунья повіту Тартумаа.

## Населення
Чисельність населення на 31 грудня 2011 року становила 35 осіб.

## Географія
Через населений пункт проходить автошлях 22253 (Рииму — Війра).